# 新治村 (茨城県真壁郡)
新治村（にいはりむら）は茨城県真壁郡にかつて存在した村である。

## 地理
- 現在の筑西市の北東部、旧協和町の中部に位置する。
- 村は小貝川の東岸に位置する。
- 村域は台地と平地が入り組む谷戸が多い地形になっている。

## 歴史

### 村域の変遷
- 1889年（明治22年）4月1日 - 町村制施行により、門井村、井出蛯沢村、横塚村、向川澄村、蓮沼村、久地楽村、三郷村、古郡村が合併して真壁郡新治村発足。
- 1954年（昭和29年）12月1日 - 新治村は小栗村、古里村とともに合併して協和村が発足。同日新治村廃止。

変遷表
| 1868年 以前 | 1868年 以前      | 明治9年          | 明治11年         | 明治22年 4月1日 | 昭和29年 12月1日 | 昭和39年 12月1日 | 昭和53年      | 平成17年 3月28日 | 現在   |
| ----------- | ---------------- | ---------------- | ---------------- | --------------- | ---------------- | ---------------- | ------------- | ---------------- | ------ |
|             | 井出村           | 井出蛯沢村       | 井出蛯沢村       | 新治村          | 協和村           | 町制             | 協和町        | 筑西市           | 筑西市 |
|             | 海老沢村         | 井出蛯沢村       | 井出蛯沢村       | 新治村          | 協和村           | 町制             | 協和町        | 筑西市           | 筑西市 |
|             | 横塚村           |                  |                  | 新治村          | 協和村           | 町制             | 協和町        | 筑西市           | 筑西市 |
|             | 向川澄村         |                  |                  | 新治村          | 協和村           | 町制             | 協和町        | 筑西市           | 筑西市 |
|             | 東蓮沼村         | 東蓮沼村         | 蓮沼村           | 新治村          | 協和村           | 町制             | 協和町        | 筑西市           | 筑西市 |
|             | 西蓮沼村         |                  | 蓮沼村           | 新治村          | 協和村           | 町制             | 協和町        | 筑西市           | 筑西市 |
|             | 門井村           |                  |                  | 新治村          | 協和村           | 町制             | 協和町        | 筑西市           | 筑西市 |
|             | 久地楽村         |                  |                  | 新治村          | 協和村           | 町制             | 協和町        | 筑西市           | 筑西市 |
|             | 荻島村           | 荻島村           | 三郷村           | 新治村          | 協和村           | 町制             | 協和町        | 筑西市           | 筑西市 |
|             | 徳永村           |                  | 三郷村           | 新治村          | 協和村           | 町制             | 協和町        | 筑西市           | 筑西市 |
|             | 古郡村           |                  |                  | 新治村          | 協和村           | 町制             | 協和町        | 筑西市           | 筑西市 |
|             | 井出蛯沢村の一部 | 井出蛯沢村の一部 | 井出蛯沢村の一部 | 新治村          | 協和村           | 町制             | 下館市 に編入 | 筑西市           | 筑西市 |
|             | 向川澄村の一部   |                  |                  | 新治村          | 協和村           | 町制             | 下館市 に編入 | 筑西市           | 筑西市 |

## 大字
- 井出蛯沢（いでえびさわ）
- 横塚（よこつか）
- 向川澄（むこうかわすみ）
- 蓮沼（はすぬま）
- 門井（かどい）
- 久地楽（くじら）
- 三郷（さんごう）
- 古郡（ふるごおり）

## 人口・世帯

### 人口
総数 [単位： 人]
| 1891年（明治24年） | 2,891 |
| 1920年（大正 9年） | 3,754 |
| 1935年（昭和10年） | 4,436 |
| 1938年（昭和13年） | 3,846 |
| 1950年（昭和25年） | 6,328 |

### 世帯
総数 [単位： 世帯]
| 1920年（大正 9年） | 696   |
| 1935年（昭和10年） | 769   |
| 1938年（昭和13年） | 540   |
| 1950年（昭和25年） | 1,086 |

## 交通

### 鉄道
- 日本国有鉄道（ → 東日本旅客鉄道）
  - ■水戸線
    - 新治駅

### 道路
- 二級国道
  - 国道122号（ → 国道50号）